# Харрис, Джули
Джу́ли Энн Ха́ррис (англ. Julie Anne Harris; 2 декабря 1925, Мичиган — 24 августа 2013, Уэст-Чатем, Массачусетс) — американская актриса театра, кино и телевидения. За свою карьеру она получила рекордные пять премий «Тони» в категории «Лучшая актриса в пьесе», три «Эмми», а также была номинирована на «Оскар».

## Биография
Дебют Джули в кино состоялся в 1952 году в фильме «Гостья на свадьбе». За свою роль она была номинирована на «Оскар». В том же году она получила премию «Тони» как лучшая актриса. Впоследствии Джули получала «Тони» в 1956, 1969, 1973 и 1977 годах.
В 1955 году Джули снялась в фильме «К востоку от рая». Её партнёрами по съёмочной площадке стали Джеймс Дин, Ричард Давалос и Джо Ван Флит. Абра, героиня Джули, делает нелёгкий выбор между двумя братьями.
Одним из самых заметных фильмов 1960-х годов с участием Джули стала картина Джона Хьюстона «Блики в золотом глазу». Её героиня в этом фильме страдает от измен мужа и переживает недавнюю смерть новорожденного ребёнка.
С 1980 по 1987 год Харрис играла роль матери Вэлин Юинг (Джоан Ван Арк) в сериале «Тихая пристань». Эта роль стала наиболее её запоминающейся и продолжительной в карьере.
Скончалась 24 августа 2013 года в возрасте 87 лет от сердечной недостаточности.
Была представлена на коллекционных карточках Supersisters.

## Избранная фильмография
| Год  |    | Русское название          | Оригинальное название                          | Роль                   |
| ---- | -- | ------------------------- | ---------------------------------------------- | ---------------------- |
| 1952 | ф  | На свадьбе                | The Member of the Wedding                      | Фрэнки Аддамс          |
| 1955 | ф  | К востоку от рая          | East Of Eden                                   | Абра                   |
| 1955 | ф  | Я фотоаппарат             | I Am a Camera                                  | Салли Боулз            |
| 1957 | тф | Жаворонок                 | The Lark                                       | Жанна д’Арк            |
| 1957 | ф  | Правда о женщинах         | The Truth About Women                          | Хелен Купер            |
| 1958 | ф  | —                         | Sally’s Irish Rogue                            | Салли Хеймил           |
| 1962 | ф  | Реквием по тяжеловесу     | Requiem for a Heavyweight                      | Грейс Миллер           |
| 1963 | ф  | Призрак дома на холме     | The Haunting                                   | Элеонор «Нелл» Лэнс    |
| 1964 | ф  | Гамлет                    | Hamlet                                         | Офелия                 |
| 1966 | ф  | Харпер                    | Harper                                         | Бетти Фрейли           |
| 1966 | ф  | Ты теперь большой мальчик | You’re a Big Boy Now                           | мисс Тинг              |
| 1967 | ф  | Блики в золотом глазу     | Reflections in a Golden Eye                    | Элисон Лэнгдон         |
| 1968 | ф  | Делёж                     | The Split                                      | Глэдис                 |
| 1968 | ф  | Полуночное путешествие    | Journey to Midnight                            | Леона Джиллингс        |
| 1970 | ф  | —                         | The People Next Door                           | Джерри Мейсон          |
| 1975 | ф  | Потайное место            | The Hiding Place                               | Бетси                  |
| 1976 | ф  | Путешествие проклятых     | Voyage of the Damned                           | Элис Файнчайлд         |
| 1979 | ф  | Под стеклянным колпаком   | The Bell Jar                                   | миссис Гринвуд         |
| 1983 | ф  | Бронте                    | Brontë                                         | Шарлотта Бронте        |
| 1985 | ф  | Волна преступности        | Crimewave                                      | н/д                    |
| 1986 | ф  | Щелкунчик                 | Nutcracker                                     | голос Клары            |
| 1988 | ф  | Гориллы в тумане          | Gorillas in the Mist: The Story of Dian Fossey | Роз Карр               |
| 1992 | ф  | Хозяйка дома              | HouseSitter                                    | Эдна Дейвис            |
| 1993 | ф  | Тёмная половина           | The Dark Half                                  | Реджи Делессепс        |
| 1996 | ф  | Увлекшийся                | Carried Away                                   | мать Джозефа           |
| 1997 | ф  | —                         | Bad Manners                                    | профессор Харпер       |
| 1997 | тф | Эллен Фостер              | Ellen Foster                                   | Леонора Нельсон        |
| 1998 | ф  | —                         | Passaggio per il paradiso                      | Марта Макгроу          |
| 1999 | тф | Любовь — странная штука   | Love Is Strange                                | Сильвия Макклейн       |
| 2006 | ф  | —                         | The Way Back Home                              | Джо Макмиллен          |
| 2008 | ф  | Золотые мальчики          | The Golden Boys                                | играющая на аккордеоне |
| 2009 | ф  | Хранители света           | The Lightkeepers                               | миссис Дикон           |